# Ludwig von Salmuth
Ludwig Karl Friedrich Freiherr von Salmuth (* 1. August 1821 in Ballenstedt; † 23. Januar 1903 in Charlottenburg) war ein preußischer General der Kavallerie.

## Leben

### Herkunft

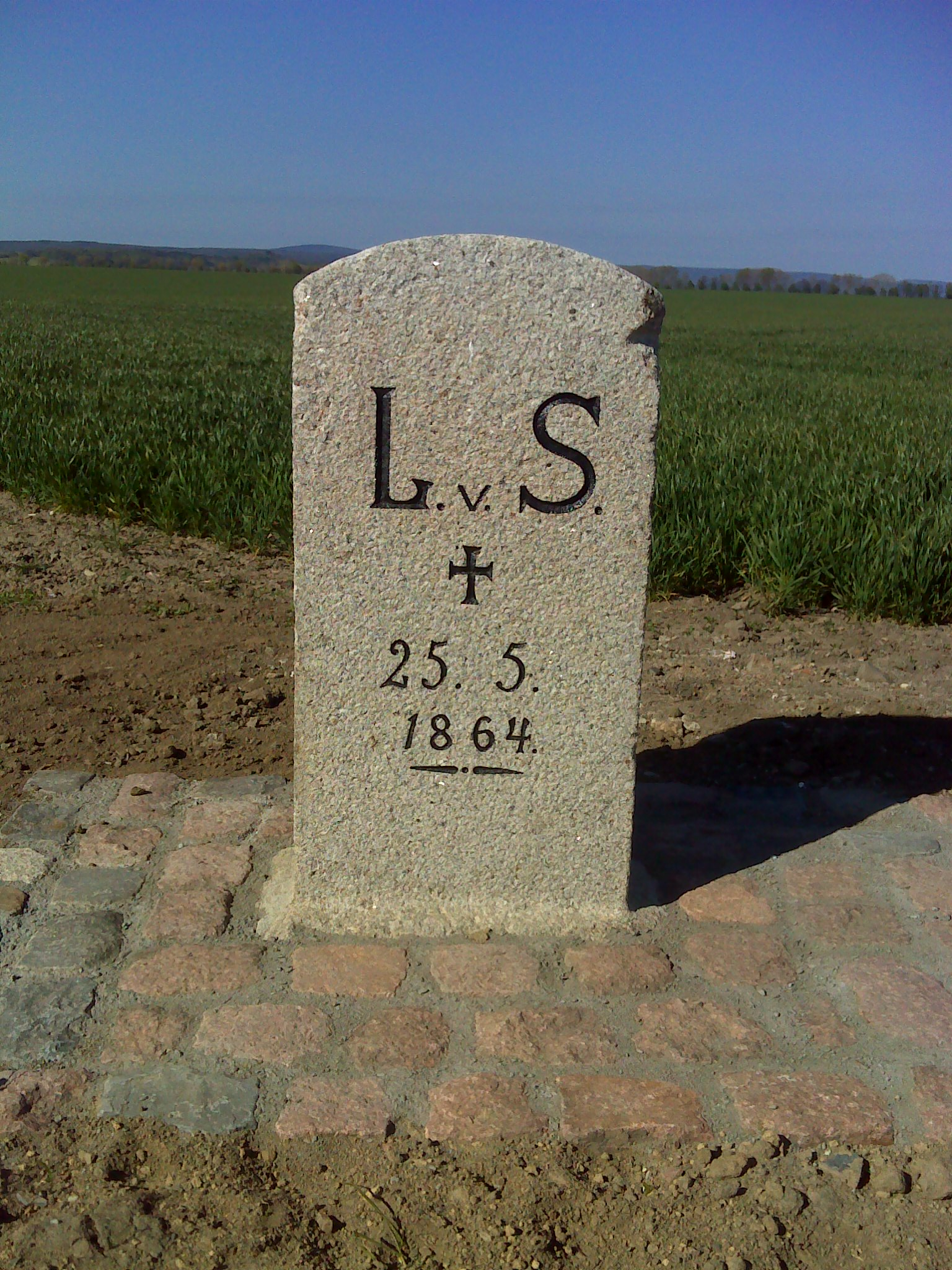
Gedenkstein für Ludwig Freiherr von Salmuth, zum 1. Todestag gesetzt am 25. Mai 1864, Ballenstedt

Ludwig war der älteste Sohn des anhaltinischen Geheimen Legationsrates Ludwig von Salmuth (1791–1863) und dessen erster Ehefrau Emilie, geborene von Seelhorst (1798–1826), einer Tochter des anhalt-bernburgischen Hofmarschalls Just Friedrich von Seelhorst.

### Militärkarriere
Salmuth absolvierte das Gymnasium im Kloster Unser Lieben Frauen in Magdeburg und trat am 1. März 1840 in das 9. Infanterie-Regiment der Preußischen Armee ein. Als Portepeefähnrich am 11. Dezember 1840 in das 10. Husaren-Regiment versetzt, avancierte er Ende September 1841 zum überzähligen Sekondeleutnant und wurde Ende Juni 1845 einrangiert. Im Jahr 1847 nahm Salmuth bei der französischen Armee in Algerien am Feldzug gegen die aufständischen Kabylen teil. Nach seiner Rückkehr war er von Oktober 1848 bis Mai 1849 zur Lehreskadron und ab November 1849 für zwei Jahre an die Militärreitschule in Schwedt/Oder kommandiert. Am 11. Januar 1853 erfolgte seine Kommandierung als Adjutant der 7. Kavallerie-Brigade. Unter Belassung in diesem Kommando wurde Salmuth am 12. April 1853 in das 8. Husaren-Regiment versetzt. Am 7. Februar 1854 wurde er Adjutant der 7. Division, stieg Anfang Juni 1854 zum Premierleutnant auf und erhielt am 5. Juni 1855 das Ritterkreuz II. Klasse des Hausordens Albrechts des Bären. Am 11. August 1857 zum Rittmeister und Ende Oktober 1857 als Eskadronführer in das 8. Landwehr-Husaren-Regiment kommandiert. Vom 12. Oktober 1858 bis zum 11. März 1859 war er Eskadronchef im 8. Husaren-Regiment und wurde anschließend in gleicher Tätigkeit in das Garde-Kürassier-Regiment versetzt. Von dort wurde er am 22. Mai 1860 als Eskadronführer in das kombinierte Garde-Dragoner-Regiment kommandiert, aus dem sich zum 1. Juli 1860 das 2. Garde-Dragoner-Regiment formierte. Hier war Salmuth bis zum 24. Juni 1864 Eskadronchef, wurde dann Adjutant beim Generalkommando des Gardekorps und am 22. März 1866 zum Major befördert.
Während des Krieges gegen Österreich nahm Salmuth 1866 an den Kämpfen bei Nachod, Soor, Königinhof und
Königgrätz teil. Für sein Wirken erhielt er am 20. September 1866 den Roten Adlerorden IV. Klasse mit Schwertern und rückte am 30. Oktober 1866 zum etatmäßigen Stabsoffizier im 2. Garde-Dragoner-Regiment auf. Er kam am 25. April 1868 als Kommandeur in das Pommersche Husaren-Regiment Nr. 5, wo er am 18. Juni 1869 zum Oberstleutnant befördert wurde. Am 11. September 1869 bekam er den Kronen-Orden III. Klasse. Während des Krieges gegen Frankreich kämpfte er bei Sedan, Orléans, Beaugency, Le Mans sowie Chatelet, Petit Bicetre, Marolles, Artenay, Coulmiers und Meung. Für Chatelet bekam er das Eiserne Kreuz II. Klasse und am 31. Dezember 1870 für Orléans das Kreuz I. Klasse. Außerdem wurde er am 20. Mai 1871 mit dem Komturkreuz des Bayerischen Militärverdienstordens ausgezeichnet. Aufgrund seiner angegriffenen Gesundheit erhielt Salmuth einen sechswöchigen Erholungsurlaub nach Bad Wildbad.
Nach seiner Rückkehr wurde er am 18. August 1871 zum Oberst befördert und mit dem Mecklenburgischen Militärverdienstkreuz ausgezeichnet. Unter Stellung à la suite seines Regiments ernannte man ihn am 15. Juni 1875 zum Kommandeur der 7. Kavallerie-Brigade und befördert ihn am 30. Mai 1876 zum Generalmajor. Er wurde am 18. Oktober 1881 mit der Führung der 7. Division beauftragt, am 22. März 1882 als Kommandeur bestätigt und zeitgleich zum Generalleutnant befördert. Am 11. Mai 1882 übertrug man Salmuth die Übungsleitung der Kavallerie des IV. Armee-Korps. Unter Verleihung des Roten Adlerorden I. Klasse mit Eichenlaub und Schwertern am Ringe wurde Salmuth am 2. Juli 1887 mit Pension zur Disposition gestellt. Nach seiner Verabschiedung erhielt er am 23. Januar 1895 den Charakter als General der Kavallerie. Er starb am 23. Januar 1903 in Charlottenburg.

### Familie
Salmuth heiratete am 23. April 1848 in Briesen bei Friesack Bernhardine von Bredow (1825–1900), eine Schwester des Generalleutnants Adalbert von Bredow. Das Paar hatte mehrere Kinder:
- Alfred (1849–1870), gefallen bei St. Privat
- Richard (1851–1894), preußischer Major, starb an Blinddarmentzündung
- Hans (1855–1932), preußischer Oberst, Rechtsritter des Johanniterordens ⚭ 1890 Clara Colsman (1872–1932)
- Arthur (1861–1937), Polizeipräsident, Rechtsritter des Johanniterordens ⚭ Else Rietschel (* 1872)
- Agnes (1865–1870), starb an Diphtherie